# N.Y. State of Mind
Singles de Nas
The Genesis
(1994) Life's a Bitch
(1994)
N.Y. State of Mind est une chanson du rappeur américain Nas sortie en avril 1994, issue de l'album Illmatic. Succès critique qui lancera sa carrière, cette chanson est l'une des plus célèbres et reconnues de Nas.

## Histoire
Chris Martin, également ami et auteur du son, sample deux morceaux de jazz, Mind Rain de Joe Chambers et Flight Time de Donald Byrd.